# Camillo Passera
Camillo Passera   (Varese, 24 de març de 1965) és un ciclista italià, ja retirat, que fou professional entre 1987 i 1992. El 1988 va aconseguir la seva única victòria com a professional, una etapa de la Setmana Ciclista Internacional.

## Palmarès
- 1988
  - Vencedor d'una etapa de la Setmana Ciclista Internacional

### Resultats al Tour de França
- 1989. 94è de la classificació general
- 1991. Desqualificat (18a etapa)

### Resultats a la Volta a Espanya
- 1990. 91è de la classificació general

### Resultats al Giro d'Itàlia
- 1987. 81è de la classificació general
- 1988. Abandona (19a etapa)
- 1990. 40è de la classificació general